# Équipe cycliste féminine Virtu
L'équipe cycliste féminine Virtu est une équipe cycliste professionnelle féminine basée au Danemark active entre 2016 et 2019.
Une équipe masculine existe également de 2017 à 2019.

## Histoire de l'équipe
L'équipe est rachetée par Bjarne Riis en même temps que l'équipe danoise masculine Virtu Pro-Veloconcept qui évolue en troisième division. Fin 2019, les deux équipes disparaissent,.

## Classements UCI
Ce tableau présente les places de l'équipe au classement de l'Union cycliste internationale en fin de saison, ainsi que ses meilleures coureuses au classement individuel.
| Année | Classement par équipes | Meilleure coureuse au classement individuel |
| 2016  | 24e                    | Cecilie Uttrup Ludwig (82e)                 |
| 2017  | 21e                    | Linda Villumsen (61e)                       |
| 2018  | 21e                    | Christina Siggaard (56e)                    |
| 2019  | 8e                     | Marta Bastianelli (4e)                      |

L'équipe participe à l'UCI World Tour féminin.
| Année | Classement par équipes | Meilleure coureuse au classement individuel |
| 2016  | 27e                    | Cecilie Uttrup Ludwig (127e)                |
| 2017  | 14e                    | Christina Siggaard (45e)                    |
| 2018  | 16e                    | Barbara Guarischi (37e)                     |
| 2019  | 8e                     | Marta Bastianelli (6e)                      |

## Principales victoires

### Championnats nationaux
- Championnats du Danemark sur route : 2
  - Contre-la-montre : 2016 (Cecilie Uttrup Ludwig)
  - Contre-la-montre juniors : 2016 (Simone Eg)

## Encadrement
Depuis 2016, Bo Handberg Madsen est le directeur sportif et gérant de l'équipe. Il en est également le représentant auprès de l'UCI. Allan Pormose en est l'adjoint. En 2017, Kia Siggaard vient s'ajouter comme adjoint. Depuis 2018, Carmen Small devient directrice sportive. Elle est assistée de Daniel Foder. La représentante de l'équipe est Jannie Sand en 2018 puis Christian Poulsen en 2019.

## Partenaires
Le fabricant de grues BMS Lifte est le partenaire principal de l'équipe. La fonderie BIRN en est le partenaire secondaire.

## Virtu en 2020
En l'absence de partenaire, l'équipe est dissoute fin 2019.

## Virtu en 2019

### Arrivées et départs
| Arrivées                       | Équipe 2018         |
| ------------------------------ | ------------------- |
| Birgitte Krogsgaard (Andersen) | Néo-professionnelle |
| Marta Bastianelli              | Alé Cipollini       |
| Sofia Bertizzolo               | Astana Women's      |
| Anouska Koster                 | WaowDeals           |
| Rachel Neylan                  | Movistar            |

| Départs         | Équipe 2019     |
| --------------- | --------------- |
| Claudia Koster  | WNT             |
| Doris Schweizer | Bizkaia-Durango |
| Linda Villumsen |                 |

### Effectif
| Effectif 2019        | Effectif 2019     | Effectif 2019       | Effectif 2019                     |
| Cycliste             | Date de naissance | Pays                | Équipe précédente                 |
| -------------------- | ----------------- | ------------------- | --------------------------------- |
| Katrine Aalerud      | 4 décembre 1994   | Norvège             |                                   |
| Marta Bastianelli    | 30 avril 1987     | Italie              | Alé Cipollini (2018)              |
| Sofia Bertizzolo     | 21 août 1997      | Italie              | Astana Women's Team (2018)        |
| Barbara Guarischi    | 10 février 1990   | Italie              | Canyon-SRAM Racing (2017)         |
| Anouska Koster       | 20 août 1993      | Pays-Bas            | WaowDeals (2018)                  |
| Mieke Kröger         | 18 juillet 1993   | Allemagne           | Canyon-SRAM Racing (2017)         |
| Birgitte Andersen    | 27 octobre 1991   | Royaume du Danemark |                                   |
| Emilie Moberg        | 12 juillet 1991   | Norvège             | Hitec Products (2017)             |
| Rachel Neylan        | 9 mars 1982       | Australie           | Movistar Team (2018)              |
| Louise Norman Hansen | 12 février 1995   | Royaume du Danemark | Cykling Odense (2015)             |
| Katarzyna Pawłowska  | 16 août 1989      | Pologne             | Boels Dolmans (2017)              |
| Sara Penton          | 15 novembre 1988  | Suède               | Lares-Waowdeals Women (2016)      |
| Trine Schmidt        | 3 juin 1988       | Danemark            | Lotto Soudal Ladies (2017)        |
| Christina Siggaard   | 24 mars 1994      | Danemark            | Matrix Fitness Pro Cycling (2015) |
|                      |                   |                     |                                   |
| Source : UCI         |                   |                     |                                   |

note: Katrine Aalerud